# Selección de fútbol de Bután
La selección de fútbol de Bután es el equipo representativo del país en las competiciones oficiales, es uno de los equipos más débiles del continente asiático. Su organización está a cargo de la Federación de Fútbol de Bután, perteneciente a la AFC.

## Historia

### Comienzos
Existe incertidumbre en torno a cómo se introdujo el fútbol en Bután en última instancia. Durante el período colonial en Bután, a pesar de haber firmado tratados con el gobierno de la India que cedían el control de su defensa y relaciones exteriores a los británicos, continuó funcionando como un estado independiente y nunca estuvo bajo el gobierno británico directo en la India. Mientras que los británicos introdujeron el fútbol en la India, la falta de una presencia británica permanente en Bután significó que no se jugaban deportes extranjeros allí. La llegada del fútbol a Bután estuvo muy vinculada a la apertura de escuelas en Haa y Paro en la década de 1950, ya que se reclutaron maestros extranjeros, principalmente de la India pero algunos de Europa. La Federación de Fútbol de Bután señala que al principio había pocos lugares formales o equipos y el juego se practicaba en campos cubiertos de piedra con un balón hecho de un montón de ropa. El juego siguió creciendo a medida que más butaneses viajaban al extranjero, principalmente a la India, para estudiar y ayudaban a aumentar la popularidad del deporte a su regreso, aunque durante este período el juego se consideraba solo eso y no se desarrollaba realmente.
Los principales centros de fútbol durante la década de 1960 fueron Phuntsholing y Samtse, cerca de la frontera con la India, donde equipos improvisados viajaban de un lado a otro de la frontera para jugar en los campos de té vecinos. En 1968, un equipo que representaba nominalmente a Bután, pero que consistía principalmente en jugadores extranjeros, viajó a Calcuta para competir en la Copa de la Independencia de la India. Con el tiempo, el fútbol aumentó gradualmente en popularidad hasta que se consideró una parte esencial del plan de estudios escolar, con numerosos torneos escolares establecidos en Timbu. Los equipos solían viajar desde todo el país para participar, algunos venían de tan lejos como Khaling. Sin embargo, a pesar de la popularidad del juego entre los butaneses, la noción de un "equipo nacional" de Bután que consistía casi en su totalidad de extranjeros persistió durante algún tiempo, y este equipo viajaba regularmente al extranjero para participar en competiciones internacionales como la Copa ANFA, con un equipo compuesto por aproximadamente el 60% de jugadores indios. Estos jugadores indios eran llevados a Bután y se les daban trabajos en el Servicio Civil, aunque esencialmente su función era jugar al fútbol.
A finales de la década de 1970 y principios de la de 1980, además de jugar varios partidos en Bután, el equipo representativo, conocido como Druk 11, también disputó varios partidos fuera del país en Nepal y la India, contra equipos representativos como la Food Corporation of India. En ese momento, ocho de los once miembros del equipo eran de la India. Sin embargo, esta situación no podía durar y, con el tiempo, estos jugadores se retiraron o regresaron a su país de origen, creando un vacío de talento que afectaría gravemente al equipo nacional en los años venideros.

### Década de 1980
Dado que la competencia internacional venía teniendo lugar desde 1872, la entrada oficial de Bután en la arena internacional fue relativamente tardía, ya que jugaron su primer partido en 1982, una derrota por 3-1 ante Nepal en la Copa ANFA de 1982. Sin embargo, otras fuentes indican que un equipo que representaba a Bután viajó a Nepal ocho años antes y ganó un torneo conocido como la Copa de Oro Shripanch Mahendra, aunque no está claro en qué medida este fue un verdadero torneo internacional o si estaban compitiendo contra equipos de clubes. También jugaron contra un equipo representativo de la Unidad del Ejército de Kunming de China en la competición, perdiendo también por 3-1. Desafortunadamente, no se registran los goleadores de Bután, por lo que se desconoce quién marcó el primer gol internacional de Bután. La participación de Bután en la Copa ANFA se produjo unos siete años antes de la inauguración de su propia competición de liga. Nuevamente, las fuentes son contradictorias, ya que algunas indican que un torneo que al menos compartía el nombre "A-League" se estableció en Timbu en algún momento al comienzo de la década de 1980.
A pesar de la naturaleza incipiente de su competencia nacional en ese momento, Bután continuó presentando un equipo, esta vez en los Juegos del Sur de Asia. Ingresaron a los primeros juegos en 1984, pero perdieron los tres partidos, 2-0 ante Bangladés, 5-0 ante los anfitriones y ganadores finales Nepal, y 1-0 ante Maldivas, para terminar en el último lugar de los cuatro equipos que compitieron. No está claro si se llevó a cabo un partido por el tercer lugar entre Bután y Maldivas. Si lo hubo, entonces el resultado no se conoce. De todos modos, la medalla de bronce fue otorgada a Maldivas.
Sin desanimarse, Bután envió un equipo a la competencia del año siguiente en Bangladés. Los resultados fueron similares a los del torneo del año anterior. Bután fue sorteado en el grupo B de la competición junto con India y Nepal. Perdieron su primer partido por poco, 1-0 ante Nepal y fueron vencidos 3-0 por los campeones finales India, lo que aseguró que terminaran en el último lugar del grupo y no avanzaran.
La selección nacional no jugó ningún partido en los dos años siguientes, ya que los Juegos del Sur de Asia se convirtieron en una competencia bianual, aunque nuevamente enviaron un equipo a la tercera edición de los juegos en Calcuta, India. Sorteados nuevamente en el grupo B, esta vez con Nepal y Bangladés, la historia se repitió, ya que Bután perdió primero ante Bangladés 3-0, con goles de Badal Das, Khurshid Alam Babul y Ahmed Ali para Bangladés, y luego 6-2 ante Nepal. Si bien sus dos goles pusieron fin a una sequía de cinco años sin marcar en seis partidos, fueron claramente superados, ya que Ganesh Thapa anotó cinco veces para Nepal.

### Década de 1990
A pesar de haber establecido la primera liga de fútbol registrada en Bután en 1986, y de que la Federación de Fútbol de Bután fuera admitida como miembro de la AFC en 1994, la selección nacional no compitió en ningún partido después de su derrota ante Nepal en los Juegos del Sur de Asia hasta 1999, perdiéndose cuatro ediciones de los Juegos y regresando solo en 1999.
Su ausencia en la arena internacional no vio una mejora en el nivel de su fútbol, a pesar de que se había establecido un campeonato nacional en el país durante las cuatro temporadas anteriores. Su primer partido contra los anfitriones Nepal terminó en una resonante derrota por 7-0. El equipo se encontró 3-0 abajo en los primeros veinte minutos, ya que Hari Khadka anotó en los minutos uno y cinco, y Naresh Joshi amplió la ventaja después de dieciocho minutos. Bután logró contener a Nepal durante el resto del primer tiempo, pero concedió dos goles más a ambos lados de la hora, cortesía de Deepak Amatya y Rajan Rayamajhi, antes de que un doblete de Basanta Thapa sellara una victoria contundente para Nepal. Tuvieron un mejor desempeño defensivo en su próximo partido, pero aún perdieron 3-0 ante India, con Vijayam Imivalappil anotando los tres goles para India. Fuera de la competencia, Bután enfrentó un partido sin importancia contra Pakistán, que también fue eliminado antes del partido después de perder ante India y Nepal. Sin nada en juego, ofrecieron su mejor actuación en el torneo. Dinesh Chhetri abrió el marcador para Bután en el minuto veintiuno, la primera vez que lideraron un partido en su historia[cita requerida], solo para ver cómo una victoria potencial desaparecía después de dos goles en la segunda mitad para Pakistán de Haroon Yousaf.

### 2000–2001
A principios del siglo, después de pasar la mejor parte de las últimas dos décadas compitiendo solo contra equipos de Asia del Sur, Bután realizó su primera incursión en el fútbol internacional a nivel continental, compitiendo en las rondas de clasificación para la Copa Asiática de la AFC de 2000. Este torneo resultó ser uno de los puntos más bajos en la historia del equipo nacional, que se había formado apresuradamente.[cita requerida] Una derrota inicial por 3-0 ante Nepal quizás no sorprendió, ya que Bután nunca había logrado un resultado positivo contra sus vecinos del Himalaya y, hasta ese momento, solo les había marcado un gol en la Copa ANFA en 1982. Cuatro días después se enfrentaron a Kuwait y fueron derrotados 20-0. Siete de los diez jugadores de campo kuwaitíes pusieron sus nombres en el marcador ese día, incluyendo a Bashar Abdullah, quien anotó ocho goles, y a Jassem Al-Huwaidi, quien anotó cinco. Bután se vio seriamente perjudicado en este partido debido a sus años en el desierto futbolístico, pero tampoco se ayudaron a sí mismos en el partido al conceder cuatro penales en total por lo que se describieron como "faltas propias del rugby" y tener a dos jugadores expulsados. Esta derrota fue un récord mundial de derrota internacional, aunque este récord tan indeseable solo se mantuvo durante catorce meses, cuando Australia venció a Tonga por 22-0. Hasta 2016, este sigue siendo su peor resultado. Le siguieron más derrotas abultadas, una derrota por 8-0 ante Turkmenistán fue seguida por una derrota por 11-2 ante Yemen. Después de este torneo de clasificación, y habiendo sido establecida en 1983, la Federación de Fútbol de Bután fue admitida como el miembro número 204 de la FIFA.

### 2002: La otra Final
Sus derrotas en la clasificación para la Copa AFC en 2000 dejaron a Bután clasificado como el segundo peor equipo nacional del mundo con trece puntos en el ranking oficial de la FIFA, situado entre Samoa Americana por encima y Montserrat por debajo. En ese momento, después de que los Países Bajos no lograran clasificarse para la Copa Mundial de la FIFA 2002, dos socios de una agencia de publicidad neerlandesa, Johan Kramer y Matthijs de Jongh, al no tener a su equipo local para animar, se preguntaron quién podría ser el peor equipo del mundo. Dado que Bután y Montserrat estaban tan cerca en la parte inferior de la clasificación de la FIFA, se propusieron organizar un partido entre las dos naciones. Montserrat, cuyo único campo de juego había sido destruido por uno de los siete volcanes activos de la nación insular, aceptó el partido y viajó a Bután para el juego, que se celebró en Changlimithang unas horas antes de la final real de la Copa del Mundo, un partido autorizado por la FIFA. El juego comenzó fuertemente a favor de Montserrat y Bután luchó por contenerlos en los primeros intercambios. Sin embargo, los nervios iniciales se calmaron después de cinco minutos, cuando Wangay Dorji anotó un gol para darle la ventaja a Bután. Esto les dio el impulso para presionar, pero su definición fue floja y no pudieron convertir las oportunidades que crearon. Montserrat logró mantener a raya a Bután durante el resto de la primera mitad y el juego se mantuvo en 1-0 hasta mucho después de la hora de juego cuando el árbitro inglés Steve Bennett otorgó un tiro libre a Bután. Dorji se adelantó y anotó su segundo gol del partido. El impulso se mantuvo con Bután y el veterano delantero Dinesh Chhetri anotó un tercero antes de que Dorji aprovechara al máximo a un equipo montserratiano agotado para completar su triplete y sellar una victoria por 4-0, la primera victoria de Bután en la escena internacional contra cualquier oposición, de hecho, su primer resultado de cualquier tipo y la primera vez que habían mantenido su portería a cero.

### 2003–2005
Sin embargo, a pesar de esta memorable victoria, Bután no pudo mantener esta forma en los partidos competitivos. Aunque la Federación de Fútbol de Bután recibía pagos sustanciales como miembro de la FIFA, todavía había muy poco dinero en el juego para los jugadores, incluso aquellos que jugaban para el equipo nacional. Los jugadores que estaban desempleados fuera del fútbol tenían que vivir con un estipendio de la Federación de solo Nu 3-5,500 por mes y no había entrenadores internacionalmente certificados en el país, solo aficionados y profesores de escuela. No es sorprendente entonces que Bután fuera derrotado en los tres partidos de la Copa Dorada de la SAFF 2003, perdiendo 6-0 ante las Maldivas, 2-0 ante Nepal y 3-0 ante los anfitriones de Bangladés, regresando a casa en el último lugar de su grupo sin anotar un solo gol. Aprovecharon, sin embargo, en su próximo conjunto de partidos cuando fueron anfitriones del Grupo F de la fase de clasificación preliminar para la Copa Asiática de la AFC 2004. Emparejados con Guam y Mongolia, dos equipos clasificados mucho más cerca de ellos que la mayoría de sus oponentes anteriores, comenzaron su campaña con una victoria por 6-0 sobre Guam (un resultado que hasta 2016 sigue siendo su mayor victoria) y la siguieron con un empate 0-0 contra Mongolia para liderar su grupo y avanzar a la fase de clasificación propiamente dicha. La victoria sobre Guam fue su mayor margen de victoria hasta la fecha y los dos partidos invictos en este grupo representan la mejor racha de forma de Bután hasta la fecha, según datos de 2014. Sin embargo, en la siguiente etapa fueron emparejados con oponentes mucho más fuertes en forma de Arabia Saudita, Indonesia y Yemen. Enfrentados a este aumento en la calidad, Bután fue superado en los seis juegos de clasificación, perdiendo todos ellos y nuevamente sin anotar un solo gol en el proceso.
Su racha de derrotas continuó en la Copa Dorada de la SAFF 2005, donde una vez más regresaron a casa sin victorias, perdiendo 3-0 ante Bangladés e India respectivamente y 3-1 ante Nepal, Bikash Pradhan anotando su único gol del torneo, un gol de consolación con Nepal ya 3-0 arriba en un partido sin trascendencia para ambos lados.

### 2006–2010
Los tres años siguientes vieron una mejora en los resultados para Bután. Al participar en la Copa Desafío de la AFC inaugural, sufrieron derrotas ajustadas ante Nepal, 2-0, y Sri Lanka 1-0, antes de lograr un empate 0-0 contra Brunéi. Aunque no lograron anotar y no avanzaron a la competencia principal, el empate contra Brunéi fue su primer resultado positivo de cualquier tipo en casi tres años, siguiendo un empate similar 0-0 con Mongolia y puso fin a una racha de once derrotas. No jugaron partidos internacionales durante los dos años siguientes, volviendo a la escena continental en la Copa Desafío de la AFC 2008. Su actuación fue similar a la Copa Desafío anterior, comenzando con una derrota por 3-1 ante Tayikistán, con Passang Tshering anotando para Bután después de sesenta y nueve minutos, solo para que los tayikos sellaran la victoria desde el punto de penalti en los últimos minutos a través de Numonjon Hakimov. Bután logró un mejor resultado en el siguiente partido, empatando 1-1 con Brunéi. Nawang Dendhup le dio a Bután la ventaja inicial, una ventaja que mantuvieron hasta el minuto setenta y seis cuando Khayrun Bin Salleh igualó el marcador. A pesar de una derrota por 3-0 ante Filipinas en su último partido de grupo, confirmó nuevamente que Bután no avanzaría a la competencia propiamente dicha. Sin embargo, los dos goles que anotaron y el empate conseguido, significaron que terminaron en tercer lugar en el grupo por encima de Brunéi.
Bután construyó sobre los resultados positivos que habían obtenido en los dos torneos anteriores cuando participaron en la Copa Dorada de la SAFF 2008. Un gol tardío de Nima Sangay fue suficiente para darles una parte de los puntos en su primer partido contra Bangladés. No pudieron repetir la actuación contra los anfitriones de Sri Lanka en su siguiente partido, perdiendo 2-0, pero se recuperaron en su último partido para registrar una victoria por 3-1 sobre Afganistán, con Yeshey Gyeltshen anotando dos veces y su tocayo Yeshey Dorji anotando el tercero antes de que H.A. Habib anotara un gol de consolación para los afganos. Sri Lanka venció a Bangladés en el otro partido de grupo para asegurar que Bután terminara en segundo lugar en el grupo y se clasificara para las rondas eliminatorias de un torneo por primera vez en su historia. Se enfrentaron a India en las semifinales y tomaron la delantera con un gol de Kinley Dorji después de dieciocho minutos. Fue una ventaja que mantuvieron por menos de quince minutos, ya que Sunil Chhetri igualó antes del descanso. Sin más goles en la segunda mitad, el partido se fue a tiempo extra, solo para que Bután viera la posibilidad de la victoria arrebatada en el último momento, ya que Gouramangi Singh anotó en tiempo añadido al final del tiempo extra para reclamar la victoria más ajustada para India. No obstante, la aparición en las semifinales es la mejor actuación de Bután en cualquier torneo hasta la fecha, según datos de 2016.
Desafortunadamente, nuevamente no pudieron construir sobre estas actuaciones positivas. Su derrota ante India marcó el comienzo de la racha de derrotas más larga de su historia, que finalmente duraría diecinueve partidos. La competición de clasificación para la Copa Desafío de la AFC de 2010 comenzó con una estrecha derrota por 1-0 ante Filipinas, pero rápidamente empeoró cuando Bután perdió 7-0 ante Turkmenistán y 5-0 ante las Maldivas para regresar a casa una vez más sin puntos ni goles.
Un gol de Passang Tshering fue de poca consolación ya que una derrota amistosa por 2-1 ante Nepal no puso fin a la racha, antes de una Copa Dorada de la SAFF 2009 igualmente pobre que los vio perder 4-1 ante Bangladés, 6-0 ante Sri Lanka y 7-0 ante Pakistán, siendo un penal de Nawang Dendhup contra Bangladés su única recompensa en los tres partidos.

### 2011–presente

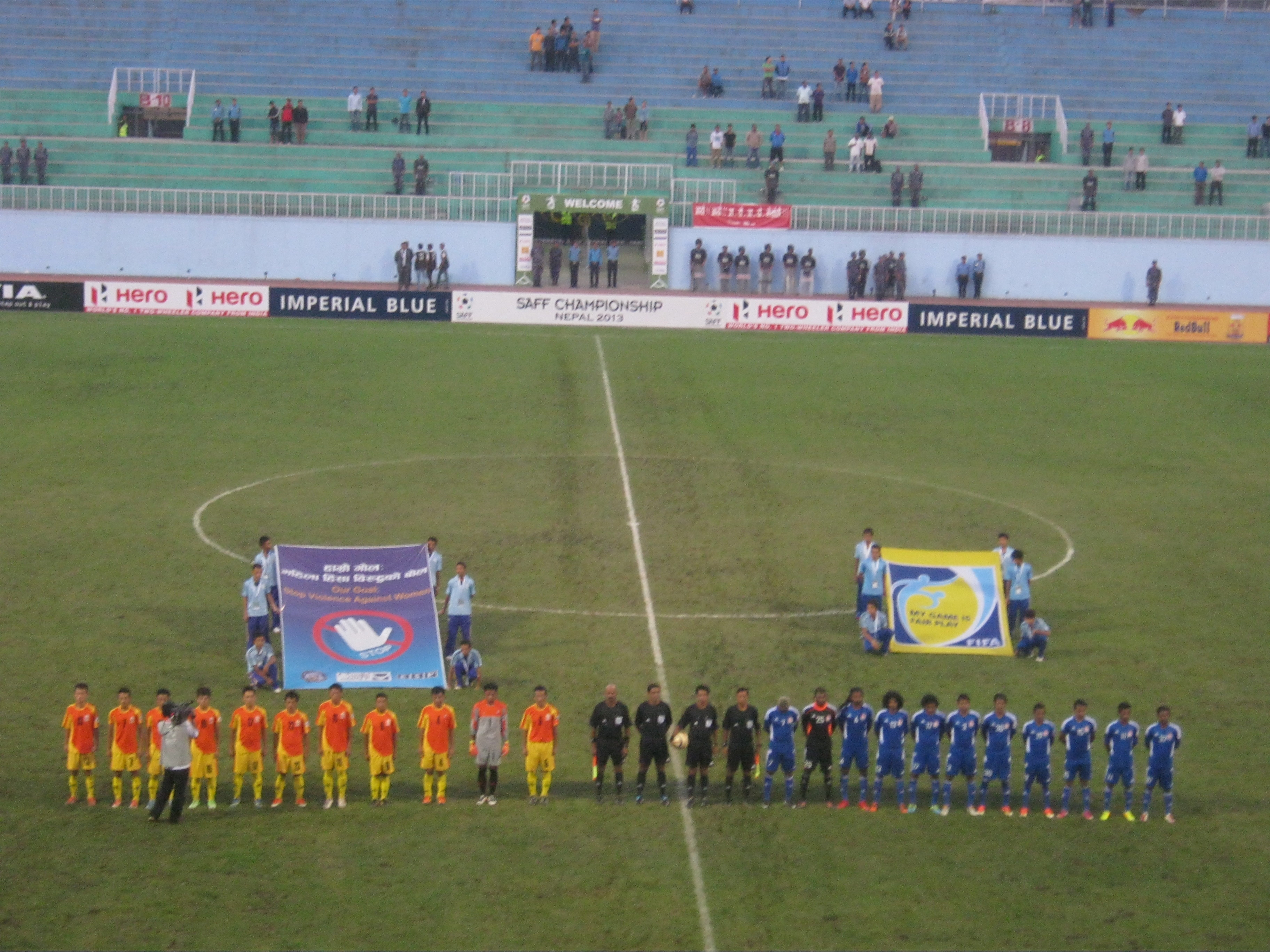
Bután vs. en el Campeonato de la SAFF 2013.

Bután se retiró de la escena internacional durante los dos años siguientes, volviendo a jugar dos partidos amistosos seguidos contra Nepal como preparación para la Copa Desafío de la AFC 2012. Ambos partidos resultaron en estrechas derrotas, 1-0 y 2-1. Su clasificación para la Copa Desafío de la AFC 2012 estaba prácticamente decidida antes de comenzar. En lugar de ser parte de un grupo para la clasificación inicial, el proceso se modificó para que los ocho equipos con las calificaciones más bajas que ingresaron al torneo jugaran partidos de ida y vuelta en sus propios estadios.[cita requerida] Es posible que Bután haya sufrido debido a que ninguno de los partidos de ida y vuelta se jugó en Bután, ya que ambos se llevaron a cabo en el Estadio Tau Devi Lal, en Gurgaon, India,[cita requerida][cita requerida] pero aun así, un triplete de Sidiq Walizada en el primer partido que le dio a Afganistán una ventaja de 3-0, hizo que el segundo partido, que Afganistán ganó 2-0, fuera esencialmente irrelevante. Un año decepcionante se vio agravado con tres derrotas consecutivas en el Campeonato de la SAFF 2011, con Bután perdiendo 3-0 ante Sri Lanka, 5-0 ante India y finalmente 8-1 ante Afganistán, siendo la única nota positiva de la competencia el consuelo de Chencho Gyeltshen.
El equipo jugó solo un partido en 2012, una derrota amistosa por 5-0 ante Tailandia, antes de la Copa SAFF 2013. Este torneo produjo un resultado casi idéntico al del anterior campeonato de la SAFF; Bután comenzó la competición perdiendo 3-0 ante Afganistán, luego 8-2 ante las Maldivas a pesar de estar 2-1 en un momento y empatar al final del primer tiempo, antes de culminar otro año miserable con una derrota por 5-2 ante Sri Lanka. Una de las principales razones sugeridas para la significativa caída en la forma de Bután fue la cantidad de dinero disponible para los jugadores, incluso para aquellos que jugaron en el equipo nacional. Yeshey Dorji, uno de los principales jugadores del país, anunció su retiro después del Campeonato de la SAFF 2013, citando la incapacidad de generar un sustento suficiente con el fútbol como la razón principal. En 2014, la Federación de Fútbol de Bután retiró el pago mensual de Nu 4,000 a los jugadores del equipo nacional, y aunque se gasta dinero en la base, se necesita gastar más en el equipo nacional, como señaló el exentrenador del equipo nacional, Kazunori Ohara, ya que una vez que los jugadores llegan al final de la edad escolar, a menudo abandonan el fútbol por completo.

#### Clasificación para la Copa del Mundo de 2018
En 2015, Bután hizo su primer intento de clasificarse para la Copa del Mundo de la FIFA al ingresar a las eliminatorias para la edición de 2018. En preparación para su campaña de clasificación y en un intento de mejorar el nivel general del fútbol en el país y atraer a más jugadores, la Federación de Fútbol de Bután ofreció un salario mensual de Ng 10.000 a todos los jugadores en el equipo nacional principal que actualmente no estaban becados por la federación.
En su primer partido de clasificación, se enfrentaron a Sri Lanka en la ronda preliminar a dos partidos. En el primer partido en Colombo, Bután logró un sorprendente resultado al vencer a los anfitriones 1-0, con Tshering Dorji anotando el gol ganador en el minuto ochenta y cuatro. Este resultado incluso recibió elogios del entonces presidente de la FIFA, Joseph Blatter, quien describió el resultado como "un momento maravilloso e histórico" en Twitter, aunque el entrenador de Sri Lanka, Nikola Kavazovic, aunque reconoció que Bután fue el mejor equipo, se mantuvo seguro de que su equipo finalmente sería victorioso. El resultado fue recibido de manera muy positiva en Bután, y el equipo apareció con frecuencia en las noticias. La anticipación antes del segundo partido en Changlimithang era alta; el gobierno declaró medio día de fiesta para estudiantes y empleados del sector público, y las puertas del estadio se abrieron cuatro horas antes del inicio del partido. El partido comenzó de manera positiva para Bután, ya que Chencho Gyeltshen, el único futbolista profesional del país, anotó en el sexto minuto. Sin embargo, Sri Lanka empató antes del descanso a través de Subash Madushan. Un gol anulado para cada equipo aumentó la tensión a medida que avanzaba el partido, pero en tiempo de descuento al final del segundo tiempo, Gyeltshen anotó su segundo gol del partido para sellar una victoria por 3-1 en el agregado, asegurando su avance a la segunda ronda en la sección de clasificación de la AFC, mientras que Sri Lanka fue eliminada. En la clasificación para la segunda fase del torneo, Bután tenía garantizada al menos una plaza en la ronda de play-off para la Copa Asiática de la AFC 2019.
Para la siguiente etapa, Bután fue sorteada en el Grupo C, junto con China, Catar, Hong Kong y las Maldivas, todos equipos con un ranking más alto que Sri Lanka en el ranking de la FIFA. Contra estos equipos mucho más fuertes, sus resultados no fueron tan exitosos. En su primer partido, perdieron 7-0 contra Hong Kong en el Estadio Mong Kok, y luego 6-0 menos de una semana después contra China en Changlimithang, la primera vez que Bután había sido derrotado en casa en un partido internacional oficial a pesar de su bajo ranking. Los resultados empeoraron aún más en el siguiente partido cuando perdieron 15-0 contra Catar, su derrota más abultada desde su histórica derrota por 20-0 ante Kuwait en 2000. Los dos partidos siguientes vieron una mejora en su suerte. Aunque ambos se perdieron, los marcadores fueron mucho más estrechos. En primer lugar, una derrota en casa por 4-3 ante las Maldivas, en la que Bután mostró un espíritu de lucha para remontar un 4-0 en los últimos cinco minutos. A mitad del partido, después de un desacuerdo con el entrenador del equipo, Hishey Tshering, el entrenador Norio Tsukitate fue destituido, ya que su metodología rígida había creado fricciones significativas entre él y la dirección del equipo en general. En segundo lugar, una derrota en casa por 1-0 ante Hong Kong, con el gol de la victoria llegando en el penúltimo minuto del partido para los visitantes. Este fue un resultado que complació mucho a la Federación de Fútbol de Bután, que premió a todos los jugadores involucrados en el partido con un bono de Nu 25.000 para reflejar su "actuación brillante". Sin embargo, la mejora en sus actuaciones no duró, y una visita a China resultó en una derrota por 12-0, y un partido en casa contra Catar resultó en otra derrota, esta vez por 3-0.
Después de su intento de clasificar para la Copa del Mundo, Bután participó en el undécimo Campeonato de la SAFF, que se llevó a cabo en la India entre el 23 de diciembre de 2015 y el 3 de enero de 2016. Originalmente programado para llevarse a cabo en julio de 2015, la temporada de monzones y la congestión de calendario llevaron a que el torneo se pospusiera a finales de diciembre. Su rendimiento fue idéntico a sus esfuerzos en los últimos cuatro torneos, ya que el equipo perdió los tres partidos del grupo, comenzando con una derrota por 3-1 ante las Maldivas, con Tshering Dorji anotando para Bután después de 20 minutos, seguida de dos derrotas por 3-0 ante Afganistán y Bangladés, quedando eliminados del torneo.
Antes de su último partido de clasificación, el equipo nacional visitó Tailandia, donde jugó dos partidos benéficos consecutivos contra el actual campeón de la Liga de Tailandia, Buriram United. A pesar de que jugaron contra un equipo de club en lugar de un equipo nacional, Bután fue derrotado en ambos partidos; primero 6-0 y luego 9-0 en una revancha al día siguiente,[cita requerida] con el nuevo fichaje de Buriram, Weslley, anotando cinco veces en los dos partidos.
Una derrota final por 4-2 ante las Maldivas en Malé confirmó el último lugar de Bután en su grupo, con una diferencia de goles de -47 y extendió su racha perdedora en competiciones oficiales a doce partidos.

#### Clasificación para la Copa Asiática de la AFC 2019
A excepción de las victorias iniciales sobre Sri Lanka, uno de los pocos aspectos positivos que se pueden extraer de su campaña inaugural de clasificación para la Copa del Mundo fue que su presencia en la segunda ronda garantizó su clasificación para la ronda de play-off de clasificación para la Copa Asiática 2019. Se jugaron dos rondas de partidos de play-off para determinar a los ocho clasificados finales para la tercera ronda. El sorteo se realizó el 7 de abril de 2016 en la Casa de la AFC en Kuala Lumpur, Malasia. La primera ronda de partidos se jugó entre el 2 y el 7 de junio de 2016, y la segunda ronda de partidos entre el 6 de septiembre y el 11 de octubre de 2016. Como el equipo con el ranking más bajo de todos los equipos que participaban en la ronda de play-off, Bután ingresó en la segunda ronda, donde se enfrentó a Bangladés. El primer partido se jugó el 6 de septiembre, con la segunda vuelta disputada el 11 de octubre de 2016. Bután empató el primer partido 0-0, poniendo fin a una racha de doce partidos perdedores en partidos oficiales y una racha de quince partidos perdedores en total. Bután terminó ganando el segundo partido 3-1, lo que les dio una ventaja de 3-1 en el agregado y les permitió avanzar a la tercera ronda de la clasificación de la Copa Asiática. Bután fue sorteado el 23 de enero de 2017 con Maldivas, Palestina y Omán; el sorteo se pospuso desde el 18 de enero. Los butaneses fueron eliminados de la contienda después de cuatro derrotas seguidas, especialmente una derrota por 10-0 como visitantes ante Palestina.

#### Clasificación para la Copa del Mundo de 2022
Bután fue eliminado cuando perdió 5-1 en el global ante Guam. Ganaron el primer partido en casa 1-0 pero perdieron el partido de vuelta 5-0.

## Últimos partidos y próximos encuentros
Actualizado al último partido jugado el 25 de marzo de 2025
| Fecha      | Ciudad       | Local     | Resultado | Visitante           | Competición                      |
| ---------- | ------------ | --------- | --------- | ------------------- | -------------------------------- |
| 22-06-2023 | Bangalore    | Bután     | 0:2       | Maldivas            | Campeonato de la SAFF 2023       |
| 25-06-2023 | Bangalore    | Bután     | 1:4       | Líbano              | Campeonato de la SAFF 2023       |
| 28-06-2023 | Bangalore    | Bangladés | 3:1       | Bután               | Campeonato de la SAFF 2023       |
| 06-09-2023 | Taipa        | Macao     | 0:1       | Bután               | Partido amistoso                 |
| 12-10-2023 | So Kon Po    | Hong Kong | 4:0       | Bután               | Clasificación Copa Mundial 2026  |
| 17-10-2023 | Timbu        | Bután     | 2:0       | Hong Kong           | Clasificación Copa Mundial 2026  |
| 22-03-2024 | Colombo      | Bután     | 0:6       | Rep. Centroafricana | FIFA Series 2024                 |
| 25-03-2024 | Colombo      | Sri Lanka | 2:0       | Bután               | FIFA Series 2024                 |
| 05-09-2024 | Timbu        | Bután     | 0:1       | Bangladés           | Partido amistoso                 |
| 08-09-2024 | Timbu        | Bután     | 1:0       | Bangladés           | Partido amistoso                 |
| 25-03-2025 | Timbu        | Bután     | 0:0       | Yemen               | Clasificación Copa Asiática 2027 |
| 10-06-2025 | Seri Begawan | Brunéi    | -:-       | Bután               | Clasificación Copa Asiática 2027 |

## Estadísticas

### Copa Mundial de Fútbol
| Copa Mundial de Fútbol | Copa Mundial de Fútbol  | Copa Mundial de Fútbol  | Copa Mundial de Fútbol  | Copa Mundial de Fútbol  | Copa Mundial de Fútbol  | Copa Mundial de Fútbol  | Copa Mundial de Fútbol  |
| Año                    | Ronda                   | J                       | G                       | E                       | P                       | GF                      | GC                      |
| ---------------------- | ----------------------- | ----------------------- | ----------------------- | ----------------------- | ----------------------- | ----------------------- | ----------------------- |
| 1930 - 1982            | No existía la selección | No existía la selección | No existía la selección | No existía la selección | No existía la selección | No existía la selección | No existía la selección |
| 1986 - 2014            | No participó            | No participó            | No participó            | No participó            | No participó            | No participó            | No participó            |
| 2018                   | No clasificó            | No clasificó            | No clasificó            | No clasificó            | No clasificó            | No clasificó            | No clasificó            |
| 2022                   | No clasificó            | No clasificó            | No clasificó            | No clasificó            | No clasificó            | No clasificó            | No clasificó            |
| 2026                   | No clasificó            | No clasificó            | No clasificó            | No clasificó            | No clasificó            | No clasificó            | No clasificó            |
| Total                  | 0/23                    | -                       | -                       | -                       | -                       | -                       | -                       |

### Copa Asiática
| Copa Asiática | Copa Asiática           | Copa Asiática           | Copa Asiática           | Copa Asiática           | Copa Asiática           | Copa Asiática           | Copa Asiática           |
| Año           | Ronda                   | J                       | G                       | E                       | P                       | GF                      | GC                      |
| ------------- | ----------------------- | ----------------------- | ----------------------- | ----------------------- | ----------------------- | ----------------------- | ----------------------- |
| 1956 - 1980   | No existía la selección | No existía la selección | No existía la selección | No existía la selección | No existía la selección | No existía la selección | No existía la selección |
| 1984 - 1996   | No participó            | No participó            | No participó            | No participó            | No participó            | No participó            | No participó            |
| 2000          | No clasificó            | No clasificó            | No clasificó            | No clasificó            | No clasificó            | No clasificó            | No clasificó            |
| 2004          | No clasificó            | No clasificó            | No clasificó            | No clasificó            | No clasificó            | No clasificó            | No clasificó            |
| 2007          | No participó            | No participó            | No participó            | No participó            | No participó            | No participó            | No participó            |
| 2011          | No participó            | No participó            | No participó            | No participó            | No participó            | No participó            | No participó            |
| 2015          | No participó            | No participó            | No participó            | No participó            | No participó            | No participó            | No participó            |
| 2019          | No clasificó            | No clasificó            | No clasificó            | No clasificó            | No clasificó            | No clasificó            | No clasificó            |
| 2023          | No clasificó            | No clasificó            | No clasificó            | No clasificó            | No clasificó            | No clasificó            | No clasificó            |
| Total         | 0/18                    | -                       | -                       | -                       | -                       | -                       | -                       |

## Torneos regionales

### Campeonato de la SAFF
| Campeonato de la SAFF | Campeonato de la SAFF | Campeonato de la SAFF | Campeonato de la SAFF | Campeonato de la SAFF | Campeonato de la SAFF | Campeonato de la SAFF | Campeonato de la SAFF |
| Año                   | Ronda                 | J                     | G                     | E                     | P                     | GF                    | GC                    |
| --------------------- | --------------------- | --------------------- | --------------------- | --------------------- | --------------------- | --------------------- | --------------------- |
| 1993                  | No participó          | No participó          | No participó          | No participó          | No participó          | No participó          | No participó          |
| 1995                  | No participó          | No participó          | No participó          | No participó          | No participó          | No participó          | No participó          |
| 1997                  | No participó          | No participó          | No participó          | No participó          | No participó          | No participó          | No participó          |
| 1999                  | No participó          | No participó          | No participó          | No participó          | No participó          | No participó          | No participó          |
| 2003                  | Fase de grupos        | 3                     | 0                     | 0                     | 3                     | 0                     | 11                    |
| 2005                  | Fase de grupos        | 3                     | 0                     | 0                     | 3                     | 1                     | 9                     |
| 2008                  | Semifinales           | 4                     | 1                     | 1                     | 2                     | 5                     | 6                     |
| 2009                  | Fase de grupos        | 3                     | 0                     | 0                     | 3                     | 0                     | 17                    |
| 2011                  | Fase de grupos        | 3                     | 0                     | 0                     | 3                     | 0                     | 16                    |
| 2013                  | Fase de grupos        | 3                     | 0                     | 0                     | 3                     | 4                     | 16                    |
| 2015                  | Fase de grupos        | 3                     | 0                     | 0                     | 3                     | 1                     | 9                     |
| 2018                  | Fase de grupos        | 3                     | 0                     | 0                     | 3                     | 0                     | 9                     |
| 2021                  | No participó          | No participó          | No participó          | No participó          | No participó          | No participó          | No participó          |
| 2023                  | Fase de grupos        | 3                     | 0                     | 0                     | 3                     | 2                     | 9                     |
| Total                 | 9/14                  | 28                    | 1                     | 1                     | 26                    | 13                    | 102                   |

### Copa Desafío de la AFC
| Copa Desafío de la AFC | Copa Desafío de la AFC | Copa Desafío de la AFC | Copa Desafío de la AFC | Copa Desafío de la AFC | Copa Desafío de la AFC | Copa Desafío de la AFC | Copa Desafío de la AFC |
| Año                    | Ronda                  | J                      | G                      | E                      | P                      | GF                     | GC                     |
| ---------------------- | ---------------------- | ---------------------- | ---------------------- | ---------------------- | ---------------------- | ---------------------- | ---------------------- |
| 2006                   | Fase de grupos         | 3                      | 0                      | 1                      | 2                      | 0                      | 3                      |
| 2008                   | No clasificó           | No clasificó           | No clasificó           | No clasificó           | No clasificó           | No clasificó           | No clasificó           |
| 2010                   | No clasificó           | No clasificó           | No clasificó           | No clasificó           | No clasificó           | No clasificó           | No clasificó           |
| 2012                   | No clasificó           | No clasificó           | No clasificó           | No clasificó           | No clasificó           | No clasificó           | No clasificó           |
| 2014                   | No participó           | No participó           | No participó           | No participó           | No participó           | No participó           | No participó           |
| Total                  | 1/5                    | 3                      | 0                      | 1                      | 2                      | 0                      | 3                      |

## Récord ante otras selecciones
Actualizado al 8 de septiembre de 2024.
| Rival               | J  | G  | E | P  | GF | GC  | GD   |
| ------------------- | -- | -- | - | -- | -- | --- | ---- |
| Afganistán          | 6  | 1  | 0 | 5  | 2  | 22  | −20  |
| Arabia Saudita      | 2  | 0  | 0 | 2  | 0  | 10  | −10  |
| Bangladés           | 16 | 2  | 2 | 12 | 8  | 34  | −27  |
| Brunéi              | 2  | 0  | 2 | 0  | 1  | 1   | 0    |
| Camboya             | 1  | 0  | 0 | 1  | 0  | 2   | −2   |
| Catar               | 2  | 0  | 0 | 2  | 0  | 18  | −18  |
| China               | 2  | 0  | 0 | 2  | 0  | 18  | −18  |
| Filipinas           | 2  | 0  | 0 | 2  | 0  | 4   | −4   |
| Guam                | 3  | 2  | 0 | 1  | 7  | 5   | +2   |
| Hong Kong           | 4  | 1  | 0 | 3  | 2  | 12  | −10  |
| India               | 5  | 0  | 0 | 5  | 1  | 16  | −15  |
| Indonesia           | 2  | 0  | 0 | 2  | 0  | 4   | −4   |
| Kuwait              | 1  | 0  | 0 | 1  | 0  | 20  | −20  |
| Laos                | 1  | 0  | 0 | 1  | 1  | 2   | −1   |
| Líbano              | 1  | 0  | 0 | 1  | 1  | 4   | −3   |
| Macao               | 1  | 1  | 0 | 0  | 1  | 0   | +1   |
| Maldivas            | 9  | 0  | 0 | 9  | 8  | 35  | −27  |
| Mongolia            | 1  | 0  | 1 | 0  | 0  | 0   | 0    |
| Montserrat          | 1  | 1  | 0 | 0  | 4  | 0   | +4   |
| Nepal               | 14 | 0  | 1 | 13 | 7  | 42  | −35  |
| Omán                | 1  | 0  | 0 | 1  | 0  | 14  | −14  |
| Pakistán            | 2  | 0  | 0 | 2  | 1  | 9   | −8   |
| Palestina           | 2  | 0  | 0 | 2  | 0  | 12  | −12  |
| Rep. Centroafricana | 1  | 0  | 0 | 1  | 0  | 6   | −6   |
| Sri Lanka           | 8  | 2  | 0 | 6  | 5  | 20  | −15  |
| Tayikistán          | 1  | 0  | 0 | 1  | 1  | 3   | −2   |
| Tailandia           | 1  | 0  | 0 | 1  | 0  | 5   | −5   |
| Turkmenistán        | 2  | 0  | 0 | 2  | 0  | 15  | −15  |
| Yemen               | 3  | 0  | 0 | 3  | 2  | 23  | −21  |
| Total               | 97 | 10 | 6 | 81 | 52 | 356 | −304 |

## Entrenadores
- Kang Byung-Chan (2000–2002)[69][70]
- Arie Schans (2002–2003)[71]
- Henk Walk (2003)[72]
- Yoo Kee-heung (2004)[73]
- Kharga Basnet (2005)[74]
- Koji Gyotoku (2008–2010)[75]
- Hiroaki Matsuyama (2010–2012)[76]
- Kazunori Ohara (2012–2015)[77]
- Chokey Nima (interino- 2015)[78][79]
- Norio Tsukitate (2015)[79][80][81]
- Pema Dorji (interino- 2015)[81][82][83]
- Torsten Spittler (2016–2017)[84]
- Pema Dorji (2017)[85]
- Trevor Morgan (2018)[86]
- Pema Dorji (2019–2024)[87]
- Kim Tae-in (2024-presente)

## Uniforme

### Local
| 2014 | 2015 |

### Visita
| 2014 | 2015 |

## Jugadores
Datos actualizados a 17 de octubre de 2023.

### Más partidos jugados

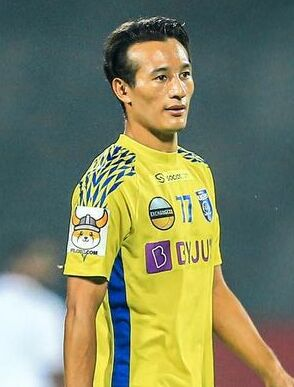
Chencho Gyeltshen es el máximo goleador y jugador con más partidos disputados de Bután.

| # | Nombre                  | Años          | Partidos | Goles |
| - | ----------------------- | ------------- | -------- | ----- |
| 1 | Chencho Gyeltshen       | 2011–Presente | 44       | 13    |
| 2 | Passang Tshering        | 2003–2015     | 36       | 5     |
| 3 | Kharma Shedrup Tshering | 2011–Presente | 35       | 1     |
| 4 | Pema Dorji              | 2003–2013     | 31       | 0     |
| 4 | Tshering Dorji          | 2011–2019     | 31       | 5     |
| 6 | Jigme Tshering Dorji    | 2011–2019     | 29       | 1     |

### Máximos goleadores
| # | Nombre            | Años          | Goles | Partidos |
| - | ----------------- | ------------- | ----- | -------- |
| 1 | Chencho Gyeltshen | 2011–Presente | 13    | 44       |
| 2 | Wangay Dorji      | 2002–2008     | 5     | 14       |
| 2 | Tshering Dorji    | 2011–2019     | 5     | 31       |
| 2 | Passang Tshering  | 2003–2015     | 5     | 36       |
| 5 | Dinesh Chhetri    | 2002–2003     | 2     | 11       |
| 5 | Nawang Dhendup    | 2003–2011     | 2     | 27       |